# Adam van Koeverden
Adam van Koeverden (n. 29 ianuarie 1982, Toronto, Ontario, Canada) este un caiacist canadian, medaliat olimpic. A participat la 4 ediții ale Jocurilor Olimpice (2004, 2008, 2012, 2016) în care a câștigat o medalie de aur, două medalii de argint și o medalie de bronz.